# Konstantin von Neurath
Konstantin Hermann Karl Freiherr von Neurath (Kleinglattbach (bij Vaihingen an der Enz), 2 februari 1873 – Enzweihingen, 14 augustus 1956) was een Duits diplomaat en nazipoliticus. Hij was ook een SS-Obergruppenführer (luitenant-generaal) in de Schutzstaffel tijdens de Tweede Wereldoorlog.

## Vroege carrière
Freiherr von Neurath behoorde tot de Zwabische adel. Zijn vader was kamerheer van de koning van Württemberg. Von Neurath studeerde rechten in Tübingen en aan de Universiteit van Berlijn. Na zijn afstuderen was hij enige tijd advocaat, maar in 1901 trad hij in de diplomatieke dienst. Hij werkte aanvankelijke op het Duitse ministerie van Buitenlandse Zaken, maar vanaf 1903 was hij legatieraad in Londen. In 1914 werd hij overgeplaatst naar Constantinopel (Istanboel). Na het uitbreken van de Eerste Wereldoorlog in augustus 1914 nam hij dienst in het Duitse leger. Reeds aan het einde van 1914 werd hij wegens zijn grote moed onderscheiden met het IJzeren Kruis. Na een verwonding in 1916 werkte hij weer op de Duitse ambassade in Constantinopel.
Konstantin von Neurath was van 1917 tot 1918 minister-president van Württemberg. Vanaf 1919 was hij werkzaam bij de Duitse ambassade in Kopenhagen. Van 1921 tot 1930 was hij ambassadeur in Rome en van 1930 tot 1931 ambassadeur in Londen.

## Minister van Buitenlandse Zaken
In 1932 werd Von Neurath minister van Buitenlandse Zaken in het kabinet-Von Papen (zie: Franz von Papen). Hij behield die post onder Kurt von Schleicher en daarna onder Adolf Hitler. Von Neurath werd na Hitlers machtsovername tevens lid van de Nationaalsocialistische Duitse Arbeiderspartij (NSDAP) en in 1937 werd hij SS-Gruppenführer.
Hij sloot in 1933 met Groot-Brittannië het Duits-Engelse Marineverdrag, sloot in 1934 met de Poolse ambassadeur Józef Lipski het Duits-Poolse niet-aanvalsverdrag en hij onderhandelde over de bezetting van het Rijnland (1935).
Eind 1937, na de Hossbachconferentie, sprak Von Neurath zijn bezorgdheid uit over de snelheid waarmee Hitler zijn lebensraumplannen wilde uitvoeren en daarbij streefde naar een zo groot mogelijke autarkie van het Derde Rijk. Hiermee viel hij bij Hitler in ongenade.

## Rijksprotector van Bohemen en Moravië
In 1938 werd hij als minister opgevolgd door Joachim von Ribbentrop. Von Neurath werd vervolgens rijksminister zonder portefeuille. Na de bezetting van Tsjecho-Slowakije werd hij Reichsprotektor van Bohemen en Moravië (Böhmen und Mähren). In 1941 diende hij zijn ontslag in, vanwege het harde optreden van de nazi's in Bohemen en Moravië. Hitler aanvaardde het ontslag niet, maar de plaatsvervangend rijksprotector Reinhard Heydrich verkreeg praktisch alle bevoegdheden. Von Neurath werd op 21 juni 1943 bevorderd tot SS-Obergruppenführer (SS-generaal). Op 23 augustus 1943 werd zijn ontslag uiteindelijk aanvaard.
Tijdens het Proces van Neurenberg werd Von Neurath op 1 oktober 1946 veroordeeld tot vijftien jaar gevangenisstraf. Zijn straf heeft hij uitgezeten in de Berlijnse Spandau-gevangenis. Op 6 november 1954 werd hij wegens zijn slechte gezondheid vervroegd vrijgelaten.

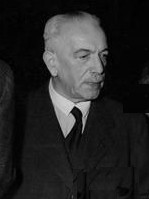
Konstantin von Neurath tijdens de Neurenberg-processen.

## Carrière
Von Neurath bekleedde verschillende rangen in zowel de Deutsche Heer als Allgemeine-SS. De volgende tabel laat zien dat de bevorderingen niet synchroon liepen.
| Datum             | Deutsche Heer              | Allgemeine-SS        | NSDAP           | Diplomatiek korps | Buitenlandse zaken                |
| ----------------- | -------------------------- | -------------------- | --------------- | ----------------- | --------------------------------- |
| 1893              | Einjärige Freiwilliger     | —                    | —               | —                 | —                                 |
| 1898              | Leutnant der Reserve       | —                    | —               | —                 | —                                 |
| 1 oktober 1901    | —                          | —                    | —               | Assessor          | —                                 |
| 1903              | —                          | —                    | —               | Vizekonsul        | —                                 |
|                   | —                          | —                    | —               | —                 | Medewerker                        |
| 1909              | Oberleutnant der Reserve   | —                    | —               | —                 | —                                 |
| 1909              | —                          | —                    | —               | Legationsrat      | —                                 |
| 25 februari 1910  | Hauptmann der Reserve a.D. | —                    | —               | —                 | —                                 |
| 13 februari 1919  | —                          | —                    | —               | Gezant            | —                                 |
| 13 februari 1922  | —                          | —                    | —               | Ambassadeur       | —                                 |
| 2 juni 1932       | —                          | —                    | —               | —                 | Rijksminister                     |
| 30 januari 1933   | —                          | —                    | —               | —                 | Rijksminister                     |
| 18 september 1937 | —                          | SS-Gruppenführer     | —               | —                 | —                                 |
| 4 februari 1938   | —                          | —                    | —               | —                 | Rijksminister zonder portefeuille |
| 18 maart 1939     | —                          | —                    | Reichsprotektor | —                 | —                                 |
| 21 juni 1943      | —                          | SS-Obergruppenführer | —               | —                 | —                                 |

## Lidmaatschapsnummers
- NSDAP-nr.: 3 805 229[2][3] 3 805 222
- SS-nr.: 287 680[2][3]

## Decoraties
Selectie:
- IJzeren Kruis 1914, 1e Klasse[4][1][3] (1 januari 1915[2]) en 2e Klasse[4][1] (16 oktober 1914[2])
- Gewondeninsigne 1918 in zwart[4][3][1] in 1916[2]
- Gouden Grootkruis van de Orde van Verdienste van de Duitse Adelaar op 20 april 1939[2][4]
- Gouden Ereteken van de NSDAP[1] op 30 november 1937[2]
- Kruis voor Oorlogsverdienste, 1e Klasse[1] (22 september 1940[2]) en 2e Klasse[1] zonder Zwaarden[2]
- Erekruis voor Frontstrijders in de Wereldoorlog[2][3][1]
- Ehrendegen des Reichsführers-SS[3][1][4]
- SS-Ehrenring[3][1][4]
- Grootkruis in de Orde van Sint-Mauritius en Sint-Lazarus[2]
- Grootkruis in de Saksisch-Ernestijnse Huisorde in 1935[2]
- Grootkruis in de Sint-Alexanderorde met Zwaarden[2]
- Ereteken voor trouwe dienst, 1e Klasse (40 jaar trouwe dienst) op 2 februari 1938[2]